# Garges-lès-Gonesse
Garges-lès-Gonesse ist eine französische Gemeinde mit 42.388 Einwohnern (Stand 1. Januar 2022) in der Region Île de France. Sie liegt 15 Kilometer vom Pariser Stadtzentrum entfernt und ist Teil der Agglomeration Paris.
Garges-lès-Gonesse grenzt im Norden an Arnouville, im Osten an Bonneuil-en-France, im Süden an Dugny, im Südwesten an Stains sowie im Nordwesten an Sarcelles.

## Geschichte
Über den Ursprung des Dorfes Garges ist wenig bekannt. Eine nachweisliche Erwähnung stammt aus dem Jahr 631, als der fränkische König Dagobert I. in Paris residierte und Garges zu seinem Landsitz erkor.
Zu Beginn des 20. Jahrhunderts wurde das Dorf allmählich industrialisiert und urbanisiert, ab den 1960er Jahren wandelte sich die Bevölkerungsstruktur rasant durch die Errichtung von Großwohnsiedlungen in Plattenbauweise.

## Bevölkerungsentwicklung
| 1793 | 1896 | 1926  | 1946  | 1962   | 1968   | 1975   | 1982   | 1990   | 1999   | 2006   | 2011   |
| 554  | 490  | 1.805 | 3.536 | 10.483 | 27.312 | 37.927 | 40.182 | 40.058 | 39.100 | 39.672 | 39.730 |

(ab 1962 Einwohner ohne Zweitwohnsitz)

## Sehenswürdigkeiten
Siehe: Liste der Monuments historiques in Garges-lès-Gonesse

## Infrastruktur
Garges-lès-Gonesse wird von der Linie 5 der Pariser Straßenbahn und Buslinien der RATP bedient. Der Bahnhof Garges-Sarcelles liegt an der wichtigen Nord-Süd-Bahnlinie (RER D) des Pariser Vorortverkehrs. Der Flughafen Le Bourget im Gebiet der Nachbargemeinde Bonneuil-en-France grenzt im Osten direkt an Garges-lès-Gonesse.

## Sport
Der Fußballklub von Garges nahm seinerzeit an den Coupe de France 1973/74 und 1985/86 teil. Der Eishockeyclub Chiefs de Garges spielt in der Division 1, der zweithöchsten Spielklasse Frankreichs.

## Persönlichkeiten
- Nelly Olin (1941–2017), französische Politikerin (UMP), war von 1995 bis 2004 Bürgermeisterin von Garges-lès-Gonesse
- Thierry Guetta (* 1966), französischstämmiger Streetart-Künstler
- Marc Macédot (* 1988), Sprinter
- Lynda (* 1994), R&B- und Soul-Sängerin